# 赵勇 (1963年1月)
赵勇（1963年1月—），男，汉族，湖南益阳人，中华人民共和国政治人物。湖南水利水电学校大专班毕业，中国人民大学工商管理学院经济学博士。中共第十七届、十八届中央候补委员。曾任第十届全国政协常委，共青团中央书记处（常务）书记、全国青联主席，中共河北省委副书记，国家体育总局副局长、党组成员等职务，国家民族事务委员会副主任、党组成员。现任中华民族团结进步协会会长。

## 生平

### 早年经历
1979年9月，在湖南水利水电学校大专班学习。1982年6月加入中国共产党。1982年7月，被分配到湖南省澧县工作，从基层乡镇干部做起，先后任永丰公社干部，余家台乡党委副书记、乡长。1985年1月，任湖南省民政厅社会处干部，省革命老根据地经济开发促进委员会办公室副主任，省民政厅社会处副处长（其间：1988年9月—1990年7月，在湘潭大学行政管理专业学习）。1990年12月，任湖南省民政厅社团管理处处长（其间：1991年2月－1991年11月，挂任中共绥宁县委副书记）。

### 共青团任职期间
1991年11月，任共青团湖南省委副书记（其间：1993年10月－1994年9月，挂任共青团中央青工部副部长）。1994年11月，任共青团中央青工部副部长（1992年9月－1995年9月，在湖南大学国际商学院管理工程专业在职学习）。1996年1月，任共青团中央青工部部长。1998年6月，任共青团中央书记处书记（1997年9月－2001年1月，在中国人民大学工商管理学院产业经济专业学习；2001年7月－2003年6月，在北京大学理论经济学博士后科研流动站研究人员）。2003年7月，任共青团中央书记处常务书记（副部长级）、全国青联主席（2005年7月）。

### 河北省任职期间
2005年11月，任中共河北省委常委。2006年2月，兼任宣传部部长。2006年10月，改兼任中共唐山市委书记。2010年8月，任中共河北省委常委、省政府常务副省长。2011年11月，任中共河北省委副书记。2013年9月25日，央视《焦点访谈》播出河北省委常委班子批评与自我批评的画面。省委书记周本顺说：“赵勇同志应该说是想干事，也会干事，有激情，但是往往是干事过于急躁，而且有时过于追求规模、声势和形式，这有时就容易脱离实际。”2016年10月，不再担任中共河北省委副书记。

### 国家体育总局
2016年12月，54岁的赵勇任国家体育总局副局长、党组成员。外媒认为，中共十八大后，省委专职副书记几乎是“预备省长”的代名词，而赵勇此次工作变动名为平调，实为贬官。已经副部级十四年、河北省委副书记任职五年的赵勇不仅未能更进一步，升为正部级，反而被贬到国家体育总局这个没有实权的部门当副局长，还要继续在副部级的位置上“打磨”。有分析指出，这是團派“风光不再”的又一个例证。2018年10月，国家体育总局更新官网，显示赵勇已不再担任副局长职务。

### 国家民委
2018年10月，中国国家民委更新其官网，显示赵勇已担任副主任、党组成员职务。2023年3月7日到龄卸任。出任中华民族团结进步协会会长。

## 争议

### 《冰点》停刊事件
赵勇任共青团中央书记处书记期间，曾经对团中央下属《中国青年报》的知名栏目《冰点》的选题等工作进行粗暴干涉。2004年7月，中青报知名记者、作家卢跃刚在网上发表公开信给赵勇，抨击其干涉媒体的行为。中青报与赵勇以及其他审查部门之间的矛盾，一度导致《冰点》被停刊禁止出版。

### 曹妃甸烂尾事件
赵勇担任唐山市委书记期间，强势推动曹妃甸大规模开发，并称之为河北省的“一号工程”，先后邀请商务部条法司副司长唐文弘、外交部黄惠康到唐山挂职担任副市长。赵勇提出成立300亿元产业基金的计划，希望以此撬动最多3000亿的资金投入曹妃甸开发；还曾提出组建曹妃甸农村商业银行的计划、曹妃甸旗下资产整合上市、组建国开曹妃甸投资有限公司等计划。但是，直到赵勇离任，曹妃甸产业基金、组建曹妃甸农村商业银行、曹妃甸整合资源上市的计划均以失败告终。同时，曹妃甸的开发导致唐山市政府背负了每日利息超千万元的巨额债务。

### 环首都经济圈
调任河北省常务副省长后，赵勇提出河北省环北京13县市建设环首都经济圈的方案，并要求一年打基础、三年见成效、五年大发展。

### 两会接受采访
出身共青团的原中南海大管家令计划落马，团派花果飘零。有「團派金刚」之称的河北省委副书记赵勇，2015年3月两会期间被问及令计划落马以及团派是否失势时，面带不悦，对着记者说「请你不要采访我。」

### 国足言论
2018年3月30日，国家体育总局召开全国青少年体育工作电视电话会议。会议上，国家体育总局副局长赵勇给中国男足0比6负于威尔士男足“定性”。他指出「那不是国家队，那是杂牌军，队员都是来自各俱乐部的，中超里面你要打我，我要打你，怎么指望他们团结？赵勇指出，今后若非参加奥运等比赛，所有中国之队都是国家集训队。」此言论一出，就引起各界人士的广泛争议。